# (73268) 2002 JN50
(73268) 2002 JN50 – planetoida z pasa głównego asteroid okrążająca Słońce w ciągu 3,41 lat w średniej odległości 2,27 j.a. Odkryta 9 maja 2002 roku.